# Arisaema tuberculatum
Arisaema tuberculatum är en kallaväxtart som beskrevs av Cecil Ernest Claude Fischer. Arisaema tuberculatum ingår i släktet Arisaema och familjen kallaväxter. Inga underarter finns listade.